# 山神 (朝鮮)

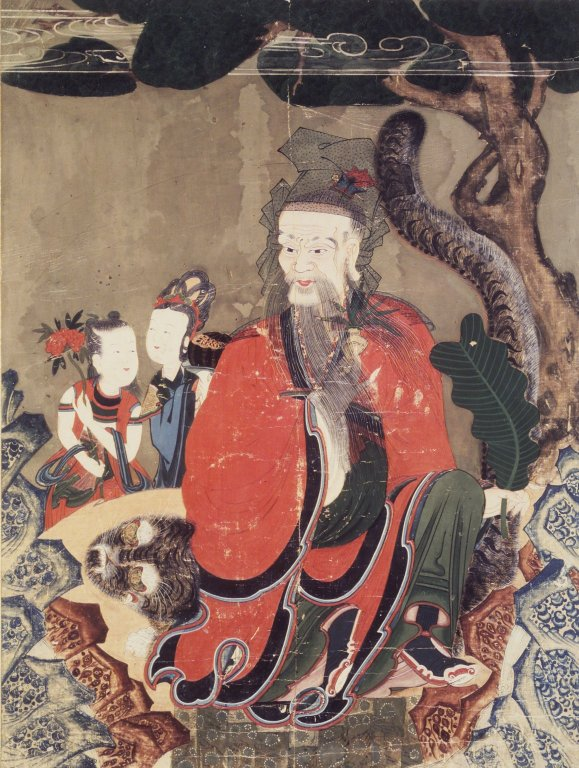
ブルックリン美術館の山神図

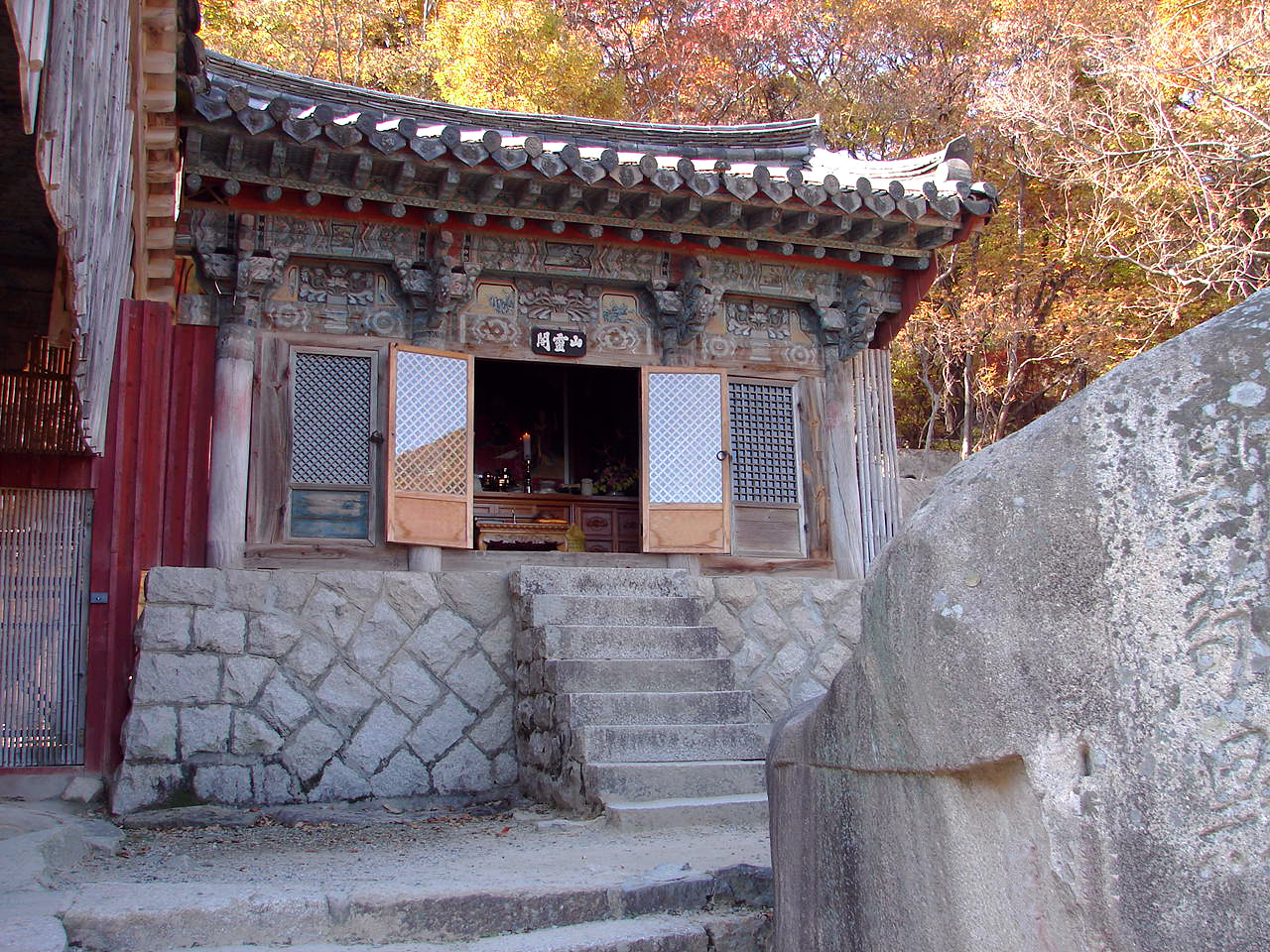
釜山の梵魚寺の山神閣

山神（산신）は、朝鮮の巫俗の山神である。しばしば虎と伴に描かれる。朝鮮の寺には山神を祀った山神閣（산신각）がある。